# 未来パイロット
『未来パイロット』(みらい ぱいろっと) は、2020年4月8日に、日本の音楽グループaoiroがリリースした1枚目のフルアルバム。
発売元は、Victor Music Arts, Inc.。

## 概要
- ボーカルグループaoiro初の全国流通盤アルバム。
- 流通はPCI MUSICに委託しているため、同社のホームページにも本作の情報が記載されている[3]。
- aoiro初のフルアルバムである。
- 今作には、本人達が大切にしているデモシングルの曲の再収録とメンバーが新たに作った新曲が収録されている[2][4]。
- 4月16日に遅れて配信リリースされた[5]。

## 収録曲
- 全曲編曲:小川ハル

1. 灰色スニーカー[4:24]
作詞作曲：織田智朗
3rdミニアルバム「追い風ランナー」収録。
2. コドモステップ[3:44]
作詞作曲：松浦航大
3. 行ってらっしゃい[4:36]
作詞作曲：織田智朗
4. 晴れるまで[6:19]
作詞作曲：松浦航大
2ndミニアルバム「僕らが歌えば晴れになる」収録。
5. スマイル[4:28]
作詞作曲：織田智朗
6. ラブレター[4:36]
作詞作曲：織田智朗
1stミニアルバム「はじまりの色」収録。
7. 愛差し[5:19]
作詞作曲：小川ハル
1stデモシングル「aoiro-1st-」収録。
8. レーザービーム[4:33]
作詞作曲：小川ハル
2ndデモシングル「aoiro-2nd-」収録。
9. 負けてたまるか[5:32]
作詞作曲：織田智朗
10. おつかれさまのうた[5:55]
作詞作曲：織田智朗